# أماني وليامز هنت عبد الله
أماني وليامز هنت عبد الله هو محامي وسياسي ماليزي، ولد في 21 مايو 1953 في ماليزيا.